# Зелёный (Камчатский край)
Зелёный — посёлок в Елизовском районе Камчатского края России. Входит в состав Корякского сельского поселения.

## География
Ближайшие населённые пункты и расстояния до них
- Коряки — 1 км,
- Южные Коряки — 3 км,
- Березняки — 6 км,
- Раздольный — 6 км,
- Северные Коряки — 8 км.

Расстояния до районного и краевого центров
- до районного (Елизово) — 17 км,
- до краевого (Петропавловск-Камчатский) — 41 км.

Расстояние до ближайшего аэропорта
- аэропорт Елизово — 22 км.

## Население
| 2002 | 2010 | 2012 | 2013 | 2015 | 2016 | 2018 |
| ---- | ---- | ---- | ---- | ---- | ---- | ---- |
| 809  | ↘743 | ↗744 | ↘739 | ↗745 | ↘744 | ↘740 |
| 2020 |      |      |      |      |      |      |
| ↘735 |      |      |      |      |      |      |

### Половой состав
Согласно результатам переписи 2010 года, в посёлке проживало 743 человека: 360 мужчин (48,5 %) и, соответственно, 383 женщины (51,5 %).

## Улицы
| - ул. Атласова, - ул. Зелёная, - ул. Мирная, - ул. Новая, | - ул. Пограничная, - ул. Солнечная, - ул. Тундровая, - ул. Юбилейная. |